# García Moreno (Orellana)
García Moreno ist eine Ortschaft und eine Parroquia rural („ländliches Kirchspiel“) im Kanton Francisco de Orellana der ecuadorianischen Provinz Orellana. Sitz der Verwaltung ist García Moreno, 7 km südwestlich der Provinzhauptstadt Puerto Francisco de Orellana gelegen. Die Parroquia besitzt eine Fläche von 131,7 km². Die Einwohnerzahl lag im Jahr 2010 bei 1091. Die Parroquia wurde am 30. Juli 1998 gemeinsam mit der Provinz Orellana sowie weiteren Parroquias gegründet. Namensgeber war vermutlich Gabriel García Moreno, 1861–1865 und 1869–1875 Präsident von Ecuador.

## Lage
Die Parroquia García Moreno liegt im Amazonastiefland am Südufer des Río Napo oberhalb der Einmündung des Río Payamino.
Nördlich der Parroquia García Moreno liegt die Barrio Flor de Oriente, die zur Parroquia urbana Puerto Francisco de Orellana gehört. Im Osten grenzt die Parroquia García Moreno an die Parroquia El Dorado, im Südosten an die Parroquia Dayuma und im Süden an die Parroquia La Belleza. Auf der gegenüberliegenden Flussseite des Río Napo befindet sich im Westen die Parroquia Puerto Murialdo (Kanton Loreto) sowie im Nordwesten die Parroquia San Luis de Armenia.